# Cynoglossus senegalensis
Cynoglossus senegalensis är en fiskart som först beskrevs av Kaup, 1858.  Cynoglossus senegalensis ingår i släktet Cynoglossus och familjen Cynoglossidae. Inga underarter finns listade i Catalogue of Life.